# Louise Svalastog Spellerberg
Louise Ambjörg Svalastog Spellerberg, née le 1er octobre 1982 à Kolding, est une ancienne handballeuse internationale danoise qui évoluait au poste de pivot.

## Biographie
Louise  Spellerberg commence le handball à trois ans et demi dans le club de Bramdrupdam GIF. Sept ans plus tard, elle rejoint KIF Vejen. Le 23 mars 2002, elle fait ses débuts en première division danoise contre Slagelse FH. Elle s'engage avec Ikast-Bording EH pour la saison 2007-2008, avant de revenir au KIF Vejen la saison suivante. Avec KIF, elle atteint la finale de la coupe des vainqueurs de coupe 2009-2010. 
À l'été 2011, elle rejoint le FC Midtjylland Håndbold, où elle remporte la coupe et le championnat du Danemark en 2013. 
À compter de la saison 2014-2015, elle porte les couleurs du Copenhague Handball. Elle met fin à sa carrière après sa victoire en championnat du Danemark à l'issue de la saison 2017-2018.
Louise Svalastog Spellerberg est mariée avec le handballeur danois Bo Spellerberg.

## Palmarès

### En club
compétitions internationales
- finaliste de la coupe d'Europe des vainqueurs de coupe en 2010 (avec KIF Vejen)
- quatrième de la Ligue des champions en 2014 (avec FC Midtjylland Håndbold)

compétitions nationales
- championne du Danemark en 2013 (avec FC Midtjylland Håndbold) et en 2018 (avec Copenhague Handball)
- vainqueur de la coupe du Danemark en 2013 (avec FC Midtjylland Håndbold)

### En sélection
championnats du monde
- 4e place du championnat du monde 2011

championnats d'Europe
- 4e place du championnat d'Europe 2016
- 7e place du championnat d'Europe 2014